# Sjätte ringvägen (Peking)

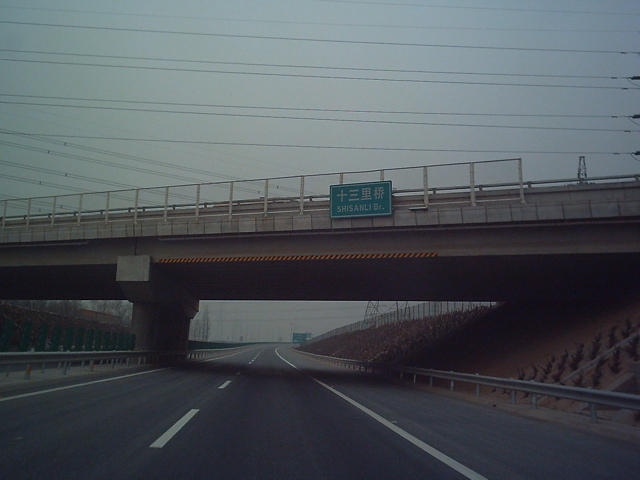
Sydvästra Sjätte ringvägen (2014).

Femte ringvägen (六环路; Liùhuán Lù,) är den yttersta  av Pekings ringvägar och är 187,6 km lång. Sjätte ringvägen färdigställdes 2009. Ringvägen omsluter centrala Peking ca 25 km från sitt centrum. Ca 10 km innanför Sjätte ringvägen löper Femte ringvägen. Hastighetsbegränsningen på Sjätte ringvägen är 100km/h.
Nordöstra Sjätte ringvägen omsluter Pekings internationella flygplats.